# Maryann DeLeo
Maryann DeLeo (* 20. Jahrhundert) ist eine Filmproduzentin und Filmregisseurin im Bereich des Dokumentarfilms, die 2004 mit einem Oscar ausgezeichnet wurde.

## Karriere
DeLeo begann in den 1980er Jahren als Produzentin im Filmgeschäft zu arbeiten. So wirkte sie unter anderem bei den Fernsehdokumentationen Third Avenue: Only the Strong Survive oder One Year in a Life of Crime mit, die von CBS, NBC und HBO ausgestrahlt wurden. Im Jahr 2004 erlangte sie größere Bekanntheit, als sie bei der Oscarverleihung den Oscar für ihren Dokumentarkurzfilm Chernobyl Heart erhielt. Es folgten weitere Dokumentationen, bei denen sie als Regisseurin und Produzentin verantwortlich war, wie Weißes Pferd aus dem Jahr 2008, Julian und Michael aus dem Jahr 2011 und zuletzt im Jahr 2015 Daughters of Mother India.

## Filmografie (Auswahl)
- 2003: Chernobyl Heart
- 2008: Weißes Pferd (White Horse, Kurzfilm)
- 2011: Julian (Kurzfilm)
- 2015: Daughters of Mother India